# 伊-15戰鬥機
伊-15（玻利卡爾波夫I-15），是蘇聯二戰前夕的主力戰鬥機，也是蘇聯後期雙翼戰鬥機，也曾經軍援過戰時中國的國民政府和西班牙第二共和國。

## 歷史
本機是十月革命後，第一種廣為外人知的蘇聯自行設計制造的軍用飛機。

### 沿革
蘇聯早年自行設計的戰鬥機伊-5型雙翼機老舊後，本機在1932年首飛由當時蘇聯最著名設計師尼古拉·尼古拉耶维奇·波利卡尔波夫設計，雖然本機在當時來說也無獨特之處，但是相對早前蘇聯自行研制的戰鬥機如伊-3或伊-5僅寥寥數百架，而且品質參差可靠性存疑在航空史上被羞於談及的，本機也對外界體現了蘇聯成為航空大國的技術和生產能力。

### 實戰
在1936年爆發的西班牙內戰，和1937年中日戰爭爆發，本機被實戰試驗，並起初只由蘇聯航空志願隊駕駛和發展了第一次改良型伊-152，直到二戰之初的蘇日在諾門罕戰役中都有不差的戰果。
但當時飛行員還是以一戰的經驗作戰術指導思想下，而且同期軸心國空軍主力亦是雙翼機，包括德國的Ar 68戰鬥機和義大利的CR.32戰鬥機還有日本的九五式戰鬥機，所以起初相當成功和使蘇聯開發了第二次改良型伊-153，但客觀反刺激了軸心國研究適應新時代空戰的戰術和飛機。
而且在大清洗時代使空軍人員報喜不報憂的影響下，大大推遲了本機的停產和後繼機的開發，使到後期型的本機和伊-16一直生產到二戰開始時。
到了蘇芬戰爭中蘇方大量使用本機，因為保衛祖國的芬蘭人奮力抵抗，和以適應新時代的空戰戰術思想指導下，和以單翼F2A戰鬥機為主力，蘇聯軍方才認識到本機完全過時了，從而中止改良本機同時開發新一代的戰鬥機。
到蘇德戰爭初期，本機只佔蘇聯戰鬥機不足兩成，在面對針對新時代空戰戰術的Bf 109F/G型和Fw 190前完全不敵，但在美援的戰機到達前被充當攻擊機使用。
而在以前援華的早期型伊-15和伊-152，更實際被日本的零式戰鬥機和一式戰鬥機消滅殆盡，最後殘存的伊-153在1942年退役。

### 評價
本機僅次於I-16戰鬥機，是在老一輩非社會主義的國家人民中最熟悉的戰時蘇式飛機，這是因為其曾經參與西班牙內戰和抗戰，還有個叫貶鼻子的渾名。
但實際上本機在航空史上是重要的里程碑，因為其本機是被蘇聯作為實驗噴射發動機用，稱為伊-15 DM，創下了每小時四百四十公里雙翼機的最快記錄，是蘇聯在二次世界大戰爆發前諸多航空發展成就之一。

## 外觀和參數

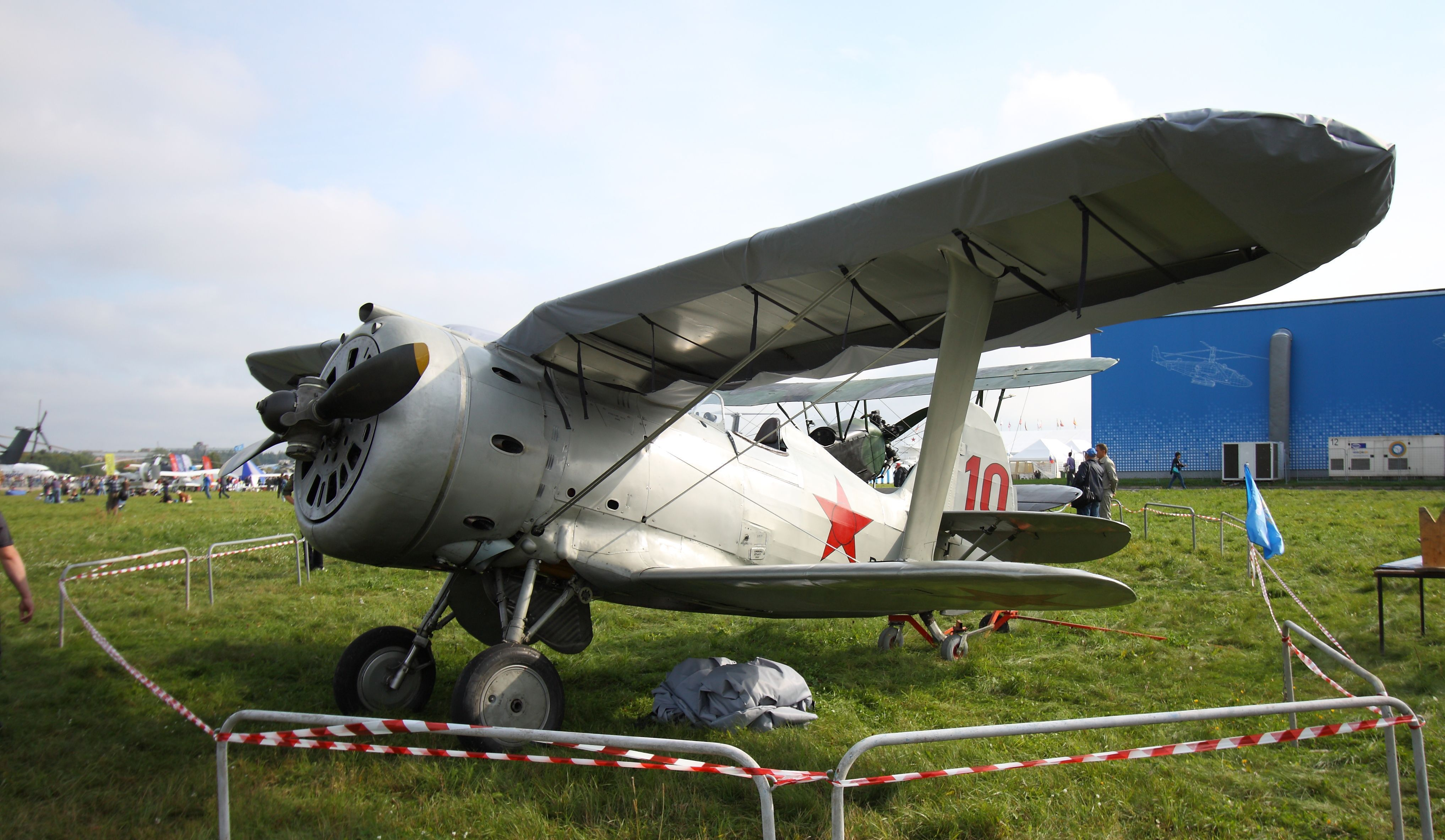
此圖顯示了伊-15的帆布蒙皮和木制骨架內部結構

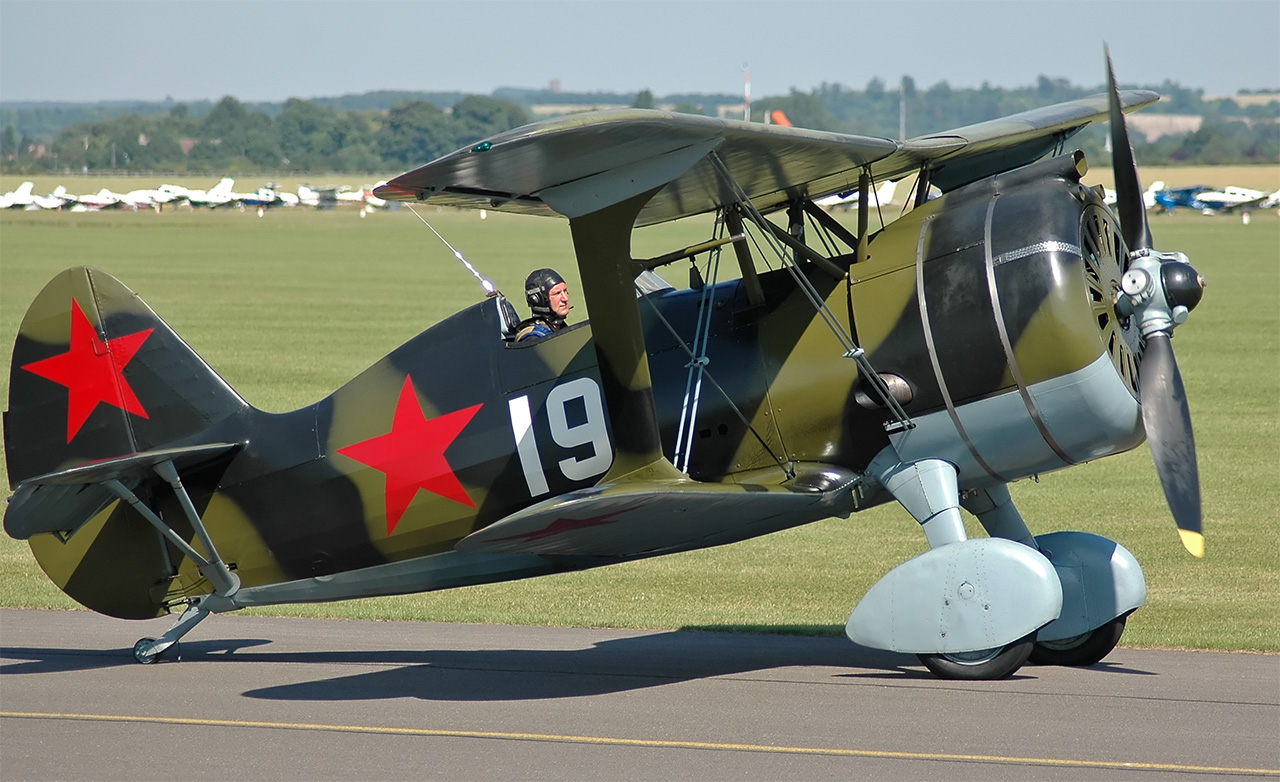
伊-15bis/伊-152

本機機身粗短的帆布蒙皮和木制骨架結構的單座雙翼機，大部分本系列機型和其他雙翼機最明顯分別是使用海鷗型上翼，一律使用一具九汽缸星形氣冷發動機，使用開放式座艙和固定式後三點起落架，設有兩葉式螺旋槳。
尺寸:翼展9.75公尺，機長6.1公尺，高2.2公尺，翼面積21.90平方公尺，空機重1012公斤，起飛重1490公斤。
中期型的伊-152(伊-15bis)上翼改為直翼而非海鷗翼而令其和其他同系列很易識別，後期型的伊-153型使用了收放式起落架，故外觀和中前期伊-15有明顯分別。

### 各亞型的性能
早期型伊-15和中期型伊-152(伊-15bis)使用M25發動機，功率578千瓦，極速每小時367公里，升限9000公尺，從起飛上升到五千公尺需時6分鐘，航程510公里，在一千公尺高時盤旋360'只需要8秒。
後期伊-153使用M63發動機，功率820千瓦，極速每小時430公里，航程720公里，升限10000公尺。

### 各亞型的武裝
早期型伊-15，四挺7.62毫米口徑PV-1機槍，可掛一百公斤炸彈。
中期型伊-152(伊-15bis)，同早期型，亦可換裝4挺7.62毫米ShKAS機槍，炸彈掛載量提升至150公斤。
後期伊-153四挺7.62毫米ShKAS機槍，可掛兩百公斤炸彈或八個空用火箭發射架。

## 各國二戰前夕至初期的戰鬥機

伊-15三視圖

## 使用國家

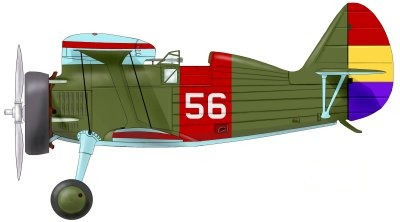
西班牙內戰時的I-15(共和軍陣營)

- 苏联
- 中華民國
- 蒙古人民共和国
- 西班牙第二共和国
- 西班牙
- 芬兰(擄獲)
- 納粹德國(擄獲)